# Björn Yttling
Björn Daniel Arne Yttling, född 16 oktober 1974 i Ålidhems församling, Västerbottens län, är en svensk musiker och musikproducent.

## Biografi
Yttling bildar tillsammans med Peter Morén och John Eriksson gruppen Peter Bjorn and John, som rönt internationella framgångar.
Han har även drivit jazzprojektet Yttling Jazz och bildar tillsammans med Jocke Åhlund från Teddybears Sthlm duon Smile. Tillsammans med andra artister så som bland annat de övriga medlemmarna i Peter, Bjorn & John, Joakim Åhlund och Lykke Li är Yttling en av grundarna till artistkollektivet och skivbolaget INGRID.
Yttling är uppväxt i Måggliden, nära byn Bjursele i Norsjö kommun och gick musikprogrammet på Carlforsska gymnasiet i Västerås, tillsammans med bland andra Marit Bergman. Släkten och även flickvännen härstammar från Boden. Yttlings far spelade i 60-talsbandet Spotlites och Björn Yttling började skriva och spela in musik som åttaåring.
Han har samarbetat med musikprofiler som Chrissie Hynde, Marit Bergman, Primal Scream, Nicolai Dunger, Caesars Palace, EP's Trailer Park, Robyn, The Soundtrack of Our Lives, Sahara Hotnights, Lykke Li, Anna Ternheim, Lisa Miskovsky och Moneybrother. Yttling spelar själv mestadels klaviaturinstrument som keyboard, orgel, piano och mellotron, men sjunger även och spelar elbas.
Yttling kom som femtonåring tvåa i kunskapsprogrammet IQ 1989.[källa behövs]

## Producerade album
- 2001 – Soul Rush (Nicolai Dunger)
- 2002 – The Vinyl Trilogy (Nicolai Dunger)
- 2002 – 3.00 A.M. Serenades (Marit Bergman)
- 2003 – Blood Panic (Moneybrother)
- 2005 – To Die Alone (Moneybrother)
- 2006 – Damaged Goods (Deportees)
- 2007 – Our Ill Wills (Shout Out Louds)
- 2007 – What If Leaving Is a Loving Thing (Sahara Hotnights)
- 2007 – Rösten och herren (Nicolai Dunger)
- 2008 – Youth Novels (Lykke Li)
- 2008 – Leaving on a Mayday (Anna Ternheim)
- 2009 – Sparks (Sahara Hotnights)
- 2009 – Real Control (Moneybrother)
- 2009 – Still Standing at Your Back Door (Taxi, Taxi!)
- 2011 – Wounded Rhymes (Lykke Li)
- 2012 – Hymns for the Haunted (Amanda Jenssen)
- 2014 – I Never Learn (Lykke Li)
- 2014 – Stockholm (Chrissie Hynde)
- 2015 – Roses (Cœur de pirate)
- 2018 – Hell-On (Neko Case)
- 2022 – Meet Me In Jannah (Gina Dirawi)
- 2022 – EYEYE (Lykke Li)